# Trattbröst
Trattbröst är en missbildning i skelettet, där bröstbenet är intryckt i en konkav skepnad. Missbildningen är något vanligare än kölbröst, där bröstbenet buktar utåt och bildar en "köl". Trattbröst drabbar en till åtta personer av tusen och förekommer oftare hos pojkar än hos flickor. Missbildningen är ofta synlig vid födseln men kan även utvecklas senare. Orsaken till trattbröst är ännu inte känd. 
Trattbröst orsakar oftast inga fysiska symtom annat än i mycket svåra fall där både hjärta och lungor kan påverkas. Det kan korrigeras genom en operation där man ökar bröstkorgens omfång.

## Operationer
Den populäraste metoden idag för korrigering av trattbröst är Nuss-metoden, som utvecklades i USA av barnkirurgen Donald Nuss 1987. Denna metod har kommit att ersätta den äldre och mer invasiva Ravitch-metoden. I Sverige har Nuss-metoden använts sedan 2002.
På trattbröstpatienter gör man två cirka 3–5 centimeter långa snitt på båda sidor av bröstkorgen och ytterligare ett en centimeter långt snitt intill det första på höger sida.
Med en kamera tittar man in i bröstkorgen och under ögats kontroll placeras en eller flera stålskenor under bröstbenet sedan man format och anpassat den till patienten. Skenan har till uppgift att lyfta bröstbenet till ett anatomiskt riktigt läge. Den fixeras med en tvärgående anordning, stabilisator, på åtminstone ena sida, eller med tråd som löses upp av kroppen. Skenan har växt fast i kroppens vävnad efter 6–10 veckor.
Komplikationer med denna minimalinvasiva metod är ovanliga, men förekommer. 
Skenan tas bort efter 2–4 år.
Långtidsresultat (över 15 år) visar att Nuss-metoden ger utmärkt resultat med mindre än fem procents återbildning av deformiteten sedan skenan tagits bort.

## Trattbröstoperationer i Sverige
Nuss-operationer utförs på Karolinska Universitetssjukhuset i Stockholm, Skånes universitetssjukhus i Lund, Universitetssjukhuset i Örebro, Akademiska Sjukhuset i Uppsala,  Linköpings Universitetssjukhus, Sahlgrenska Universitetssjukhus i Göteborg och vid Norrlands Universitetssjukhus i Umeå. Efter beslut i EU har man rätt att söka vård inom unionen och få ersättning av försäkringskassan, antingen som förhandstillstånd (S2, tidigare E111) eller ersättning i efterhand. Flera svenska patienter har opererats av dr. Pilegaard i Danmark, prof. Schaarschmidt (Helios) och dr. Lützenberg (Charité) i Berlin, Tyskland. På Plastikkirurgen på Sahlgrenska Universitetssjukhuset i Göteborg och på Skånes universitetssjukhus i Malmö korrigeras trattbröst bland annat med hjälp av speciella silikonproteser. Dessa proteser tillverkas efter en avgjutning av patienten och läggs in i håligheten genom ett 5–6 centimeter långt snitt på bröstkorgens nedre del.